# 건축무한육면각체의 비밀
"건축무한육면각체의 비밀"(The Mystery Of The Cube)은 대한민국의 미스터리 영화이다. 이상의 시 건축무한육면각체의 비밀을 푸는 내용을 다뤘다.

## 캐스팅
- 김태우 - 신용민 역
- 신은경 - 신태경 역
- 이민우 - 장덕희 역
- 신성호 - 김정범 역
- 권병준 - 캔버스 역
- 박정환 - 카피켓 역
- 김재권 - 장형준 역
- 김명중 - 이연 역
- 전해룡 - 국대환 역
- 김주섭 - 하야시 나츠오 역
- 허재호 - 공사장 청년 역
- 김형범 - 조선인 청년 역

## 사운드트랙
| #  | 제목                                          |
| -- | --------------------------------------------- |
| 1  | 프롤로그                                      |
| 2  | 남산 1호 터널                                 |
| 3  | Wading Through Sensuous Journeys              |
| 4  | 덕희의 납치                                   |
| 5  | 채팅                                          |
| 6  | Mad 이상 동호회                               |
| 7  | 1932년 서울                                   |
| 8  | 1713 부대                                     |
| 9  | 카피캣의 죽음                                 |
| 10 | Z백호                                         |
| 11 | 해킹                                          |
| 12 | 카체이스                                      |
| 13 | 중앙박물관 지하                               |
| 14 | 육면각체의 방                                 |
| 15 | 꽃을 찾아서                                   |
| 16 | 물 속                                         |
| 17 | Grossing The Borders Between Light & Darkness |
| 18 | Schubert Trio In E-Plat Op.100                |